# Le Vingtième Siècle
Le Vingtième Siècle oder Le XXe Siècle (Das zwanzigste Jahrhundert) war eine belgische Zeitung, die von 1895 bis 1940 herausgegeben wurde. In der Kinderbeilage Le Petit Vingtième (Das kleine Zwanzigste) wurden die ersten Tim-und-Struppi-Comicgeschichten veröffentlicht.
Die katholisch konservative Zeitung wurde von Georges Helleputte, Joseph d’Ursel und Athanase de Brocqueville (Bruder des damaligen Premierministers Charles de Broqueville) gegründet. Die erste Ausgabe wurde am 6. Juni 1895 veröffentlicht. 1914 übernahm Fernand Neuray die Zeitung als Chefredakteur. 1928 wurde dann von Pfarrer Norbert Wallez die Kinderbeilage Le Petit Vingtième gegründet, bei der der Comiczeichner Hergé Chefredakteur wurde. Auf Wunsch von Wallez gab es noch weitere Beilagen.
1940 wurde die Zeitung wegen des Zweiten Weltkriegs eingestellt.

## Beilagen
- ab 1928: Le Petit Vingtième (jeden Donnerstag)
- ab 1928: Le XXième littéraire et artistique (jeden Sonntag)
- ab Juni 1930: Votre Vingtième, Madame (jeden Montag)